# Julio César Mármol
Julio César Mármol (Maracaibo, 17 de mayo de 1937-Caracas, 26 de enero de 2010) fue un escritor venezolano de telenovelas, también destacado como guionista y director de cine e incursionó en el canto lírico.

## Trayectoria
A mediados de los años 50, cayó preso por haber participado en una protesta estudiantil contra el gobierno militar de Marcos Pérez Jiménez. Su estadía de seis meses en la cárcel, cuando apenas tenía 17 años, fue una dura vivencia que inspiró su célebre telenovela Estefanía. 
Al salir de la Dirección de Seguridad Nacional, viajó a Europa para alejarse de la desagradable experiencia vivida. En Italia estudió cine en Cinecittá y canto  lírico en la Academia de Música de Santa Cecilia en Roma. Al regresar a Venezuela, se dedica a escribir y dirigir cine, creando títulos como La bomba y Los días duros.
Como Tenor profesional, durante más de 20 años  cantó con gran éxito  óperas en Venezuela como La Boheme, Madame Butterfly, Tosca, Turandot, entre otras. Inolvidable fue su gira de conciertos en los años 60, por toda Venezuela, con  Alfredo Sadel, donde se adelantarían a la proposición de Luciano Pavarotti, de colocar a varios tenores en un escenario. A diario, comenzaba su día con una ópera, que lo acompañaba durante la escritura de cada uno de sus capítulos de telenovela, y su colección de CD de grandes versiones superaba los mil ejemplares. De esa pasión nacieron muchas canciones compuestas por él, como el tema musical de la telenovela La Dueña, titulada Viviré para ti.
Entró a trabajar en Radio Caracas Televisión integrando el departamento de Promociones del canal. Allí, su amigo José Ignacio Cabrujas lo llamó para escribir telenovelas. Mármol aceptó con reservas. 
Tras haber sido parte del equipo de dialoguistas de telenovelas como La señora de Cárdenas, el escritor comienza a encabezar sus propios proyectos, consiguiendo éxitos como La fiera, Sangre azul y la mencionada Estefanía. 
A mediados de los ochenta escribió para Venezolana de Televisión, haciendo equipo nuevamente con Cabrujas para la telenovela  La dueña, inspirada en El Conde de Montecristo. 
Regresa a RCTV en los 90 para escribir otro de sus grandes éxitos: El desprecio; así como nuevas versiones de La fiera (titulada Pura sangre) y La mujer sin rostro (denominada Mariú).
También participó en la película "La Ley el Orden y El Desorden" siendo esta publicada en su memoria.
En 2009 fue parte del elenco de la película Zamora, tierra y hombres libres dirigida por Román Chalbaud interpretando al prócer José Antonio Páez.
Justo cuando se celebraran los 30 años de la telenovela Estefanía, su autor Julio César Mármol, falleció víctima de un paro cardíaco respiratorio causado por un edema pulmonar. Mármol murió en Caracas, en la madrugada del martes 26 de enero de 2010 a los 72 años de edad.

## Telenovelas
- La fiera (1978-1979) para RCTV, protagonizada por Doris Wells y José Bardina.
- Sangre azul (1979) para RCTV, protagonizada por Pierina España y José Luis Rodríguez.
- Estefanía (1979-1980) para RCTV, protagonizada por Pierina España y José Luis Rodríguez.
- Muñequita (1980) para RCTV, protagonizada por Pierina España y Carlos Olivier.
- El despertar (1981) para Venevisión, protagonizada por Hilda Carrero y Eduardo Serrano.
- Andreína (1981) para Venevisión, protagonizada por Hilda Carrero y Eduardo Serrano.
- Sorángel (1981) para Venevisión, protagonizada por Hilda Carrero y Eduardo Serrano.
- El retorno de Ana Rosa (1982) para Venevisión, protagonizada por Alba Roversi y Henry Salvat.
- La venganza (1983) para Venevisión, protagonizada por Hilda Carrero y Eduardo Serrano.
- La mujer sin rostro (1984) para VTV, protagonizada por Flor Núñez y Gustavo Rodríguez.
- La dueña (1984-1985) para VTV, protagonizada por Amanda Gutiérrez y Daniel Alvarado.
- El desprecio (1991-1992) para RCTV, protagonizada por Maricarmen Regueiro y Flavio Caballero.
- Pura sangre (1994-1995) para RCTV, protagonizada por Lilibeth Morillo y Simón Pestana.
- De oro puro (1994-1995) para RCTV, protagonizada por Hylene Rodríguez y Mauricio Renteria.
- María de los Ángeles (1997) para RCTV, protagonizada por Lilibeth Morillo y Marcelo Cezán.
- Mariú (1999-2000) para RCTV, protagonizada por Daniela Alvarado y Carlos Montilla.
- Carissima (2001) para RCTV, protagonizada por Roxana Díaz y Carlos Montilla.
- La heredera (2004-2005) para TV Azteca (México), protagonizada por Silvia Navarro y Sergio Basáñez.
- Mujer con pantalones (2004-2005) para RCTV, protagonizada por Marlene De Andrade y Mark Tacher.

## Unitarios/Miniseries
- La hora del vampiro (1982) para Venevisión, con Cristina Reyes y Héctor Myerston.